# Efecto Chinook
El efecto Chinook es el nombre que recibe en las Montañas Rocosas de Canadá el efecto Föhn. 

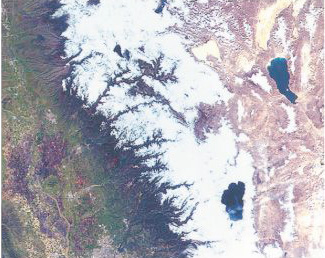

## Origen del término
El origen de la palabra Chinook ha sido tergiversado en diferentes ocasiones, debido a la mitología canadiense, siendo falsamente traducido como "traga-nieve", debido a que este efecto puede hacer desaparecer la nieve de una ladera afectada por el efecto en un solo día, siendo tanto derretida como evaporada.
En realidad, su denominación es debida al pueblo indio (los Chinook (tribus)) que habitaba en esta zona de Norteamérica.